# Mancherial
Mancherial là một thành phố và khu đô thị của Mancherial thuộc bang Telangana, Ấn Độ.

## Nhân khẩu
Theo điều tra dân số năm 2001 của Ấn Độ, Mancherial có dân số 70.231 người. Phái nam chiếm 51% tổng số dân và phái nữ chiếm 49%. Mancherial có tỷ lệ 65% biết đọc biết viết, cao hơn tỷ lệ trung bình toàn quốc là 59,5%: tỷ lệ cho phái nam là 72%, và tỷ lệ cho phái nữ là 57%. Tại Mancherial, 13% dân số nhỏ hơn 6 tuổi.